# Paulo Lacerda
Paulo Fernando da Costa Lacerda GOMM (Anápolis, 1946) é um advogado e delegado aposentado da Polícia Federal do Brasil. Foi diretor-geral do órgão durante o governo Lula.

## Biografia
Formou-se em Direito pela Universidade Candido Mendes, no Rio de Janeiro, e trabalhou 15 anos na iniciativa privada, como bancário, 20 como Delegado do Departamento de Polícia Federal e seis como assessor parlamentar no Senado Federal, de (1997-2002). Realizou o primeiro concurso para a Polícia Federal em 1975, e concluiu o curso de delegado federal em 1977. Realizou também o curso de Altos Estudos de Política e Estratégia na Escola Superior de Guerra, em 1989.
Nestes 20 anos como Delegado da Polícia Federal, ocupou os seguintes cargos e funções, a saber: Chefe da Delegacia de Polícia Fazendária da Superintendência Regional em Belo Horizonte (MG) (1978-1979); Superintendente Regional da Polícia Federal em Porto Velho (RO) (1980-1981); Chefe da Delegacia de Polícia Fazendária da Superintendência Regional do Rio de Janeiro (1982-1983); Delegado Executivo da Divisão de Polícia Federal em Nova Iguaçu (RJ) (1983-1984); Diretor da Divisão de Polícia Federal em Ponta Porã (MS) (1984-1985); Corregedor Regional de Polícia Judiciária no Rio de Janeiro (1986-1988); Delegado Regional de Polícia Judiciária no Rio de Janeiro (1988-1989); Chefe de Correições da Divisão de Polícia Judiciária do DPF em Brasília (1991-1992); Diretor da Divisão de Disciplina da Corregedoria Geral da Polícia Federal, em Brasília (1992-1994); Diretor da Divisão de Polícia Fazendária da Coordenação Central de Polícia em Brasília (1994-1996).

### Polícia Federal
De janeiro de 2003 a agosto de 2007, Lacerda dirigiu a Polícia Federal. Apesar do prestígio, sua indicação para diretor-geral sofreu resistências da Federação Nacional de Policiais Federais. Em 2005, foi admitido pelo presidente Lula à Ordem do Mérito Militar no grau de Grande-Oficial especial.

### Agência Brasileira de Inteligência
Em 4 de outubro de 2007, o Presidente Luiz Inácio Lula da Silva nomeou Paulo Larcerda como diretor-geral da Agência Brasileira de Inteligência (Abin), do qual foi empossado no cargo em 9 de outubro deste mesmo ano, numa tentativa de reformular o serviço secreto brasileiro.
Em setembro de 2008, a revista Veja acusou a Abin de ter posto escutas clandestinas contra o Presidente do Supremo Tribunal Federal Gilmar Mendes e Lacerda acabou sendo afastado da Abin, sendo exonerado do cargo em definitivo em dezembro do mesmo ano.
Em 31 de dezembro de 2008, foi nomeado pelo Presidente da República para a função de Adido Policial junto a representação diplomática do Brasil em Portugal.

## Premiações
Recebeu durante a sua carreira de Delegado, as seguintes medalhas e condecorações: Medalha de Tempo de Serviço no Departamento de Polícia Federal, pelo exemplar cumprimento de seus deveres funcionais (1994); Ordem do Rio Branco, no grau de Grande Oficial (2004); e a Ordem al Mérito de la Policia Nacional del Peru (2005).